# 獅子座55
獅子座55，又名BD+01 2501，HD 94672、SAO 118574、HR 4265，是獅子座的一颗恒星，视星等为5.91，位于銀經251.63，銀緯51.69，其B1900.0坐标为赤經10h 50m 33.7s，赤緯+1° 51.69′ 13″。